# Коби Смолдърс
Якоба Франциска Мария „Коби“ Смолдърс (на английски: Jacoba Francisca Maria „Cobie“ Smulders) (родена на 3 април 1982 г.) е канадска актриса, най-известна с ролите си на Робин Шербатски в ситкома „Как се запознах с майка ви“ на CBS и Мария Хил в Киновселената на Марвел.

## Личен живот
През януари 2009 г. Смолдърс се сгодява за актьора Таран Килиъм. Женят се на 8 септември 2012 г. в град Солвенг, Калифорния. Двамата живеят в Лос Анджелис. Имат дъщеря на име Шейлин, родена през май 2009 г., и по-малка дъщеря, родена през януари 2015 г.
През 2015 г. Смолдърс разкрива, че на 25-годишна възраст е диагностицирана с рак на яйчниците, докато се е снимала в третия сезон на „Как се запознах с майка ви“. Извършена е операция за премахване на два тумора от яйчниците, но ракът се е разпространил в лимфните ѝ възли, заради което тя претърпява многобройни операции в рамките на две години.